# Армия на Сърбия
Армия на Сърбия (на сръбски: Војска Србије) са въоръжените сили на Република Сърбия.
Наброява 38 000 военнослужещи.

## Части на централно подчинение
- Свързочна бригада
- Централна логистична база
- Гвардия
- Командване за обучение

## Сухопътни войски
- 246-и Батальон за ЯХБЗ
- 3-ти Батальон военна полиция
- 5-и Батальон военна полиция
- 21-ви Свързочен батальон
- 1-ва Бригада на сухопътните войски
- 2-ра Бригада на сухопътните войски
- 3-та Бригада на сухопътните войски
- 4-та Бригада на сухопътните войски
- Смесена артилерийска бригада
- Специална бригада
- Речна флотилия

## Военновъздушни сили и ПВО
- 210-и Свързочен батальон
- 333-ти инженерен батальон
- 204-та авиационна бригада (Батайница – Белград)
- 98-а авиационна бригада (Ладжевци; Ниш)
- 250-а Зенитно-ракетна бригада
- 126-а Бригада за радио-техническо наблюдения, предупреждение и управление

### Ракетни системи
- С-125 – 60
- 2К12 Куб – 80

### Бойни самолети
- МиГ-29СМ+ –11
- МиГ-29УМ– 3
- Г-4 Супер Гелеб – 19
- Ј-22 Opao –17
- Ц-295 –2
- АН-26 –1
- АН-2 –1
- Ласта –16
- Утва-75 –4

### Транспортни самолети
- Утва 75 – 12
- Ан-26 – 4
- Як-40 – 1

### Хеликоптери
- Ми-8 – 2
- Ми-17В5 —6
- Ми-24 – (2)
- Ми-35М –15
- Х-145 —16
- Соко Газела – 61